# Claudio Elórtegui Raffo
Claudio Hipólito Elórtegui Raffo (Valparaíso, 9 de diciembre de 1951) es un ingeniero comercial y político chileno, que fue rector de la Pontificia Universidad Católica de Valparaíso (PUCV) hasta julio de 2022, cuando fue reemplazado por Nelson Vásquez Lara (actual rector de la universidad).

## Vida
Se recibió como ingeniero comercial en la PUCV en 1975. Luego, en 1979, realizó un magíster en economía en la Universidad de Pittsburgh, Estados Unidos. Entre sus intereses académicos también se encuentran las relaciones internacionales, área en la que realizó, luego de completar su maestría, un posgrado en la mismo universidad donde comenzó sus estudios: la PUCV, institución que entonces ofrecía una especialización en Asuntos Latinoamericanos con Mención en Ciencias económicas. Durante su carrera profesional también se ha desempeñado tanto en el sector tanto público como privado.
Es padre del periodista Claudio Elórtegui Gómez, también titulado en la PUCV.

## Carrera académica
En 1975, debutó como docente de la Escuela de Economía y Negocios de la PUCV, donde impartió cursos de Microeconomía, Macroeconomía y Economía Internacional tanto en programas de pregrado como de posgrado. Esta trayectoria en su currículum le permitió alcanzar el puesto de jefe de Unidad Académica de la carrera (desde junio de 1984 hasta abril de 1990).[cita requerida] Luego de abril de 1990, y ya con el demócrata cristiano Patricio Aylwin como presidente de la República, fue designado como secretario regional ministerial (Seremi) de Hacienda de la Región de Valparaíso, ocupando este cargo hasta 1994. Además, durante este período fue presidente regional del Comité de Desarrollo Productivo de la Administración, siendo miembro titular de la Comisión Regional Preventiva (Ley antimonopolio).[cita requerida]
Desde agosto de 1994 hasta julio de 2010, se desempeñó como vicerrector de Administración y Finanzas de la PUCV. Asimismo, fue representante académico del área de Economía en el Comité de Adjudicación Regional de Valparaíso para la Defensoría Penal Pública (2003-2010).[cita requerida]

### Rector
En junio de 2010, se convirtió en rector de la PUCV, siendo reelegido en 2014 y 2018. Ese cargo le permitió, por ejemplo, desempeñarse como presidente de la Red de Universidades Públicas No Estatales de Chile (comúnmente conocida como G9). Entre sus publicaciones académicas dentro del área económica, se destacan «Endeudamiento externo y conversión de deuda en la economía chilena».